# Lương Tòng Giới
Lương Tòng Giới (Liang Congjie, 1932-2010) là nhà môi trường nổi tiếng người Trung Quốc, phó chủ tịch của Học viện Văn hóa Trung Quốc, thành viên thường trực của Ủy ban Toàn quốc Hội nghị Hiệp thương Chính trị Nhân dân Trung Quốc, cựu chủ tịch của tổ chức bảo vệ môi trường Friends of Nature được biết đến là một đơn vị phi chính phủ bảo vệ môi trường đầu tiên của Trung Quốc.
Ông là con trai của hai kiến trúc sư Lương Tư Thành và Lâm Huy Nhân, cháu nội của Lương Khải Siêu, nhà tư tưởng nổi tiếng và là người lãnh đạo Phong trào Cải cách năm 1898.
Lương Tòng Giới được đặt theo tên của nhà kiến trúc vĩ đại thời Bắc Tống, Lâm Giới (李诫).

## Tiểu sử
Năm 1949, khi 17 tuổi, Lương Tòng Giới đã gửi một thiết kế quốc kỳ Trung Quốc cho cha mình xem thử, người lúc đó là một trong những cố vấn của Ủy ban tuyển chọn biểu tượng quốc gia, phác thảo này nổi bật trong số 2992 đề xuất và được chọn là một trong 38 đề xuất được ứng cử.
Năm 1950, Lương Tòng Giới muốn trở thành một kiến trúc sư giống cha mẹ, nhưng vì chênh lệch hai điểm mà đã không trúng tuyển khoa kiến trúc của Đại học Thanh Hoa, lúc đó cha ông là trưởng khoa, sau đó Lương chuyển sang khoa lịch sử. Ông vào khoa lịch sử của Đại học Bắc Kinh năm 1952 và tốt nghiệp năm 1958. Sau đó, ông giảng dạy tại Khoa Lịch sử của Đại học Vân Nam cho đến năm 1962.
Trong thời kỳ Cách mạng Văn hóa, được gửi đến lao động tại Trường Cán bộ Giang Tây ngày 7 tháng Năm. Vào những năm 1980, với tư cách là biên tập viên của Nhà xuất bản Bách khoa toàn thư Trung Quốc, ông đã đồng sáng lập "Kiến thức bách khoa toàn thư" hàng tháng. Trong thời gian này, ông bắt đầu tập trung vào các vấn đề môi trường. Từ năm 1989, ông là thành viên kiêm ủy viên thường trực của Ủy ban Toàn quốc Hội nghị Hiệp thương Chính trị Nhân dân Trung Quốc, cũng là thành viên của Ủy ban Dân số, Tài nguyên và Môi trường của Hội nghị.
Năm 1993, ông tổ chức Hội nghị Linh Lung Viên (tiếng Trung: 玲珑园会议), hội thảo phi chính phủ về môi trường xanh đầu tiên trong lịch sử Trung Quốc. Sau đó, ông đồng sáng lập tổ chức phi chính phủ bảo vệ môi trường, Friends of Nature và làm chủ tịch với Yang Dongping, Liang Xiaoyan và Wang Lixiong. Tổ chức này cũng là một trong những tổ chức môi trường phi chính phủ sớm nhất được đăng ký tại Bộ Nội vụ Trung Quốc..
Năm 1998, đồng thời giữ chức Phó chủ tịch của Hội di tích văn hóa Trung Quốc. Năm 2002, ông đảm nhiệm "Tư vấn môi trường của Ban tổ chức Olympic Bắc Kinh", giành giải thưởng "Nhân vật môi trường xanh của năm" năm 2005. Chiều ngày 28 tháng 10 năm 2010, ông qua đời tại Bắc Kinh vì bệnh phổi.